# 10924 Mariagriffin
10924 Mariagriffin eller 1998 BU25 är en asteroid i huvudbältet som upptäcktes den 29 januari 1998 av den nyzeeländska astronomen Ian P. Griffin i Cocoa. Den är uppkallad efter upptäckarens fru, Maria Griffin.
Asteroiden har en diameter på ungefär 7 kilometer och den tillhör asteroidgruppen Eos.